# 주폴란드 대한민국 대사관

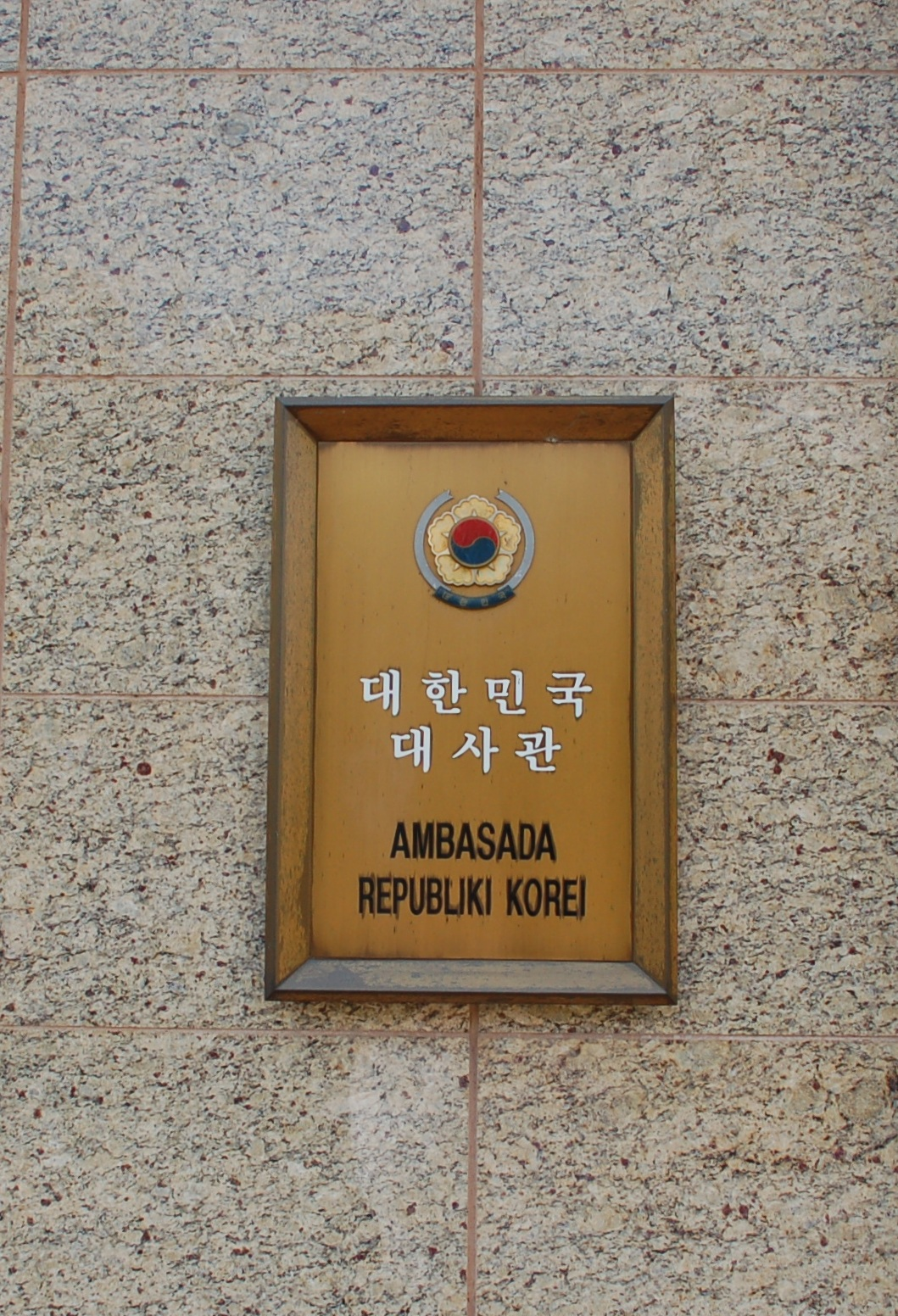
주폴란드 대한민국 대사관의 표지판

주 폴란드 대한민국 대사관은 1989년 폴란드 바르샤바에 개설된 대한민국 외교부 소속의 대사관이다.

## 관할 지역
- 폴란드

## 역대 공관장
| 대수         | 성명           | 취임        |
| ------------ | -------------- | ----------- |
| 임시대리대사 | 최병효(崔秉孝) | 1989년 11월 |
| 제1대 대사   | 김경철(金庚哲) | 1990년 2월  |
| 제2대 대사   | 최 웅(崔 雄)   | 1992년 2월  |
| 제3대 대사   | 정기옥(鄭基鈺) | 1994년 1월  |
| 제4대 대사   | 안현원(安賢源) | 1996년 8월  |
| 제5대 대사   | 오정일(吳正一) | 1998년 8월  |
| 제6대 대사   | 송민순(宋旻淳) | 2001년 2월  |
| 제7대 대사   | 이상철(李相哲) | 2003년 8월  |
| 제8대 대사   | 이시형(李是衡) | 2006년 9월  |
| 제9대 대사   | 이준재(李俊栽) | 2009년 2월  |
| 제10대 대사  | 백영선(白暎善) | 2012년 3월  |
| 제11대 대사  | 홍지인(洪志仁) | 2014년 4월  |
| 제12대 대사  | 최성주(崔盛周) | 2016년 10월 |
| 제13대 대사  | 선미라(宣美羅) | 2018년 11월 |
| 제14대 대사  | 임훈민         | 2021년 12월 |

## 같이 보기
- 대한민국의 재외공관 목록
- 주한 폴란드 대사관